# Escitodoïdeus
Els escitodoïdeus (Scytodoidea) són una superfamília d'aranyes araneomorfes. Està constituïda per quatre famílies d'aranyes amb sis ulls:
- Els drimúsids (Drymusidae).
- Els periegòpids (Periegopidae).
- Els escitòdids (Scytodidae)
- Els sicàrids (Sicariidae)

El monofiletisme del grup s'ha confirmat en estudis morfològics. Una hipòtesi de les relacions internes de les quatre famílies es mostra en el següent cladograma:
|  | Scytodidae                                                  |
|  |                                                             |
|  | \| \| Periegopidae \| \| \| \| \| \| Drymusidae \| \| \| \| |
|  |                                                             |
|  | Periegopidae                                                |
|  |                                                             |
|  | Drymusidae                                                  |
|  |                                                             |

|  | Periegopidae |
|  |              |
|  | Drymusidae   |
|  |              |

|  | Scytodidae                                                  |
|  |                                                             |
|  | \| \| Periegopidae \| \| \| \| \| \| Drymusidae \| \| \| \| |
|  |                                                             |
|  | Periegopidae                                                |
|  |                                                             |
|  | Drymusidae                                                  |
|  |                                                             |

|  | Periegopidae |
|  |              |
|  | Drymusidae   |
|  |              |

Estudis anteriors coincideixen en col·locar els Sicariidae com la família basal dins la filogènia del grup, però reverteixen les posicions dels Drymusidae i Scytodidae. Els Scytodoidea es troben dins del clade de les areneomorfs haplogines.